# Coppa Bernocchi 1957
La Coppa Bernocchi 1957, trentanovesima edizione della corsa, si svolse il 15 settembre 1957 su un percorso di 241 km. Era valida come evento del circuito UCI categoria CB1.1. La vittoria fu appannaggio del belga Rik Van Looy, che terminò la gara in 5h59'30", alla media di 40,223 km/h, precedendo l'italiano Silvano Ciampi e il belga Jozef Schils. L'arrivo e la partenza della gara furono a Legnano.

## Ordine d'arrivo (Top 10)
| Pos. | Corridore           | Squadra    | Tempo    |
| ---- | ------------------- | ---------- | -------- |
| 1    | Rik Van Looy        | Faema      | 5h59'30" |
| 2    | Silvano Ciampi      | Faema      | a 30"    |
| 3    | Jozef Schils        | Faema      | a 30"    |
| 4    | Luciano Maggini     | Girardengo | a 30"    |
| 5    | Giuseppe Fallarini  | Frejus     | a 30"    |
| 6    | Alessandro Fantini  | Atala      | a 30"    |
| 7    | Alfredo Sabbadin    | Royal      | a 30"    |
| 8    | Giuseppe Favero     | Bianchi    | a 30"    |
| 9    | Danilo Barozzi      | Atala      | a 30"    |
| 10   | Marcello Pellegrini | Faema      | a 30"    |